# 4119 Miles
4119 Miles је астероид главног астероидног појаса чија средња удаљеност од Сунца износи 2,888 астрономских јединица (АЈ).
Апсолутна магнитуда астероида је 11,9.